# Rhyssolobium dumosum
Rhyssolobium es un género monotípico de plantas fanerógamas de la familia Apocynaceae. Su única especie es Rhyssolobium dumosum E.Mey.. Es originaria de África. Se encuentra en Namibia y Sudáfrica en lugares semi desérticos.

## Descripción
Son rígidos arbustos enanos ricamente ramificados que alcanzan los 50 cm de altura, con densidad de tallos, poco pubescentes, más tarde glabrescentes. Las hojas son subsésiles;  coriáceas, de 1 cm de largo, elípticas, de ápice obtuso, basales y, marginalmente fuertemente revolutas, adaxial glabrescente, abaxialmente densamente pubescentes.
Las inflorescencias son extra-axilares, solitarias, más cortas que las hojas adyacentes, con 1-3 flores, simples, sésiles a subsésiles. 